# Donpeacorit
Das Mineral Donpeacorit ist ein sehr selten vorkommendes Kettensilikat aus der Pyroxengruppe innerhalb der Mineralklasse der „Silikate und Germanate“ mit der Endgliedzusammensetzung Mn2+Mg[Si2O6].
Donpeacorit kristallisiert mit orthorhombischer Symmetrie und entwickelt meist nur wenige Millimeter großen Kristalle im prismatischen oder leistenförmigen Habitus. Zudem bilden die Kristalle oft ineinander verzahnte oder auch radialstrahlige Mineral-Aggregate. Das durchsichtige bis durchscheinende Mineral ist von gelbbrauner bis orangebrauner Farbe und zeigt auf den Oberflächen einen glasähnlichen Glanz. Die Dichte beträgt 3,36 g/cm3, die Mohshärte liegt bei 5 bis 6.

## Etymologie und Geschichte
Erste Proben mit Donpeacorit wurden von J. T. Johnson und W. deLorraine auf der 2500-m-Sohle der Balmant Mine Nr. 4 (Balmant, New York, USA) geborgen. E. U. Peterson, L. M. Anovitz und E. J Essene beschrieben Donpeacorit 1994 als neues Mineral und benannten es nach dem amerikanischen Mineralogen Donald R. Peacor in Anerkennung seiner Arbeiten zur Mineralogie des Mangans sowie zu Pyroxenen und Pyroxenoiden.

## Klassifikation
In der strukturellen Klassifikation der International Mineralogical Association (IMA) gehört Donpeacorit zusammen mit Kanoit zu den Mangan-Magnesium-Proxenen (Mn-Mg-Pyroxene) in der Pyroxengruppe.
Da der Donpeacorit erst 1982 als eigenständiges Mineral anerkannt wurde, ist er in der zuletzt 1977 überarbeiteten 8. Auflage der Mineralsystematik nach Strunz noch nicht verzeichnet.
Im zuletzt 2018 überarbeiteten und aktualisierten Lapis-Mineralienverzeichnis nach Stefan Weiß, das sich im Aufbau noch nach dieser alten Form der Systematik von Karl Hugo Strunz richtet, erhielt das Mineral die System- und Mineral-Nr. VIII/F.02-020. In der „Lapis-Systematik“ entspricht dies der Klasse der „Silikate und Germanate“ und dort der Abteilung „Ketten- und Bandsilikate“, wo Donpeacorit zusammen mit Akimotoit, Enstatit, Ferrosilit, Nchwaningit und Protoenstatit die Gruppe der „Orthopyroxene“ mit der System-Nr. VIII/F.02 innerhalb der Pyroxengruppe (F.01 bis F.02) bildet.
Die von der International Mineralogical Association (IMA) bis 2009 aktualisierte 9. Auflage der Strunz’schen Mineralsystematik ordnet den Donpeacorit in die Klasse der „Silikate und Germanate“ und dort in die Abteilung der „Ketten- und Bandsilikate (Inosilikate)“ ein. Diese Abteilung ist weiter unterteilt nach der Art der Kettenbildung, so dass das Mineral entsprechend seinem Aufbau in der Unterabteilung „Ketten- und Bandsilikate mit 2-periodischen Einfachketten Si2O6; Pyroxen-Familie“ zu finden ist, wo es zusammen mit Akimotoit, Enstatit und Ferrosilit die „Orthopyroxene – Enstatitgruppe“ mit der System-Nr. 9.DA.05 bildet.
Auch die vorwiegend im englischen Sprachraum gebräuchliche Systematik der Minerale nach Dana ordnet den Donpeacorit in die Klasse der „Silikate und Germanate“ und dort in die Abteilung der „Kettensilikatminerale“ ein. Hier ist er zusammen mit Enstatit und Ferrosilit in der Gruppe der „Orthopyroxene“ mit der System-Nr. 65.01.02 innerhalb der Unterabteilung „Kettensilikate: Einfache unverzweigte Ketten, W=1 mit Ketten P=2“ zu finden.

## Chemismus
Donpeacorit hat die Endgliedzusammensetzung [M2]Mn2+[M1]Mg2+[T]Si2O6 ist das Mangan-Magnesium-Analog von Enstatit ([M2]Mg[M1]Mg[T]Si2O6), wobei [M2], [M1] und [T] die Positionen in der Pyroxenstruktur sind.
Der Donpeacorit aus der Typlokalität hat die empirische Zusammensetzung
- [M2](Mn2+0,63Mg2+0,33Ca2+0,03)[M1](Mg2+0,99Al3+0,01)[T]Si2,01O6,01,

und ist ein Donpeacorit-Enstatit Mischkristall.

## Kristallstruktur
Donpeacorit kristallisiert mit orthorhombischer Symmetrie der Raumgruppe Pbca (Raumgruppen-Nr. 61) und 8 Formeleinheiten pro Elementarzelle. Der natürliche Mischkristall aus der Typlokalität hat die Gitterparameter a = 18,384(11) Å; b = 8,878(7) Å und c = 5,226(3) Å.
Die Verteilung von Mangan auf die beiden Oktaederpositionen ist vollständig geordnet mit allem Mn auf der stärker verzerrten M2-Position.

## Modifikationen und Varietäten
Die Verbindung MnMgSi2O6 ist dimorph und Donpeacorit ist die orthorhombische Modifikation. Die zweite bekannte Modifikation ist das monokline Klinopyroxen Kanoit.

## Bildung und Fundorte
Donpeacorit bildet sich vorwiegend bei der Metamorphose manganreicher kieseliger Kalke bei Bedingungen der oberen Amphiboith-Fazies (600–700 °C, 4–8 kbar). In solchen Marmoren tritt es zusammen mit Tirodit, Turmalin, Braunit, manganhaltigem Dolomit, Apatit, und Anhydrit auf.
Die Typlokalität ist die St Joe Mine; ZCA No. 4 in Balmat im Bundesstaat New York, USA. Weitere Fundstellen sind die Tatehira Mine in Kumaishi auf der Oshima-Halbinsel, Hokkaidō, Japan und der Semail Ophiolith in Bulaydah im Khawr Fakkan Massiv, Oman.
Darüber hinaus findet man Donpeacorit in einigen Meteoriten.
Ferner konnte Donpeacorit in einigen präkolumbianischen Keramiken aus Nicaragua nachgewiesen werden und kann zur Eingrenzung des Produktionsgebietes der Artefakte herangezogen werden.